# Lagria cuprina
Lagria cuprina es una especie de escarabajo del género Lagria, familia Tenebrionidae, orden Coleoptera. Fue descrita científicamente por Thomson en 1858.

## Descripción
Mide 7 milímetros de longitud.

## Distribución
Se distribuye por Ghana.